# 东棉花胡同17-27号住宅
东棉花胡同17-27号住宅，位于北京市东城区东棉花胡同17号、19号、21号、23号、25号、27号，是北京市东城区普查登记文物。

## 简介
东棉花胡同17-27号住宅是一组中华民国时期风格的建筑，分为六个院落，每个院落一个门牌号。
在屋宅入口有一處门垛，砌筑有砖柱线脚，横梁上原本有铁艺门头装饰，但现在已經丟失，门上应有某某里名称的匾額。進門以後为南北巷道，在两侧对称排列了一共六组院落。每院的南北房各有三间，山墙耳房一间，厢房一间，巷道的尽端有一何车库。正房、耳房为传统木结构，合瓦硬山顶过垄脊；厢房为灰平顶。前院北房与后院南房后墙相连，屋顶为双卷勾连搭，每院各有一随墙垛头，拱门上为小三角山花及双方柱，饰以砖线脚，山花上面有灰塑花饰，但多已残破。现時作居民院宅。
文物管理所在2012年9月28日和2013年2月9日对东棉花胡同17号进行过巡查，并下发过安全隐患通知单。2012年，东棉花胡同17-27号住宅被列为北京市东城区普查登记文物，并挂牌保护。2013年，东棉花胡同17号被夷为平地。2013年4月22日，中国古迹遗址保护协会会员曾一智向东城区文化委员会举报了东棉花胡同17号被违法拆除的情况。东城区文化委员会、交道口街道人员随后来到现场，经初步查实，东棉花胡同17号为私人产权房产，拆除未办理任何报批手续，属擅自拆除不可移动文物的违法事件，文物行政执法部门按照《中华人民共和国文物保护法》要求，依法调查处理并责令其恢复原状。